# Воронья
Воро́нья — река на западе Кольского полуострова в Мурманской области России. Длина реки — 155 км, площадь водосборного бассейна — 9940 км². Вытекает из Ловозера, впадает в Баренцево море, образуя залив — губу Воронья. Среднегодовой расход воды у бывшего села Голицыно — 115 м³/с.
Высота истока — 153,5 м над уровнем моря. Уклон реки — 1 м/км.
На реке образовано два водохранилища, носящие одинаковые названия — Серебрянское водохранилище. Верхнее Серебрянское водохранилище, образованное плотиной Серебрянской ГЭС-1, затопило долину реки в среднем течении. Нижнее Серебрянское водохранилище, меньшее пристанционное водохранилище, образовано плотиной Серебрянской ГЭС-2, на нём расположен посёлок городского типа Туманный. В бассейне реки находится одно из крупнейших озёр Кольского полуострова озеро Чудзьявр.
В реку впадает множество притоков, крупнейшие из которых Нивка, Хариусная, Уйма, Красивый, Чудзьйок, Старая Воронья, Лунь, Постный, Лимтайок, Каряйок, Кумжа, Цуцкъяврйок, Эйнч, Лусть, Новая, Белоусиха, Хохрячий и др.
В нижнем течении на реке много порогов и водопадов (крупнейший Большой Падун высотой 26,7 м). В нижнем течении протекает в глубоком и узком ущелье, в верхнем по долине, которая на большей площади затоплена водохранилищами. В нижнем течении много островов.
По берегам реки Вороньи находится месторождение серой яшмы. Лес начинается в 30 км от устья; в нём преобладают: берёза, сосна, рябина, козья ива, можжевельник. По реке местами тянутся обширные луга. Серый гранатоносный слюдистый гнейс сменяется у Ловозера нефелиновым сиенитом; далее к западу и северо-западу, у Териберки, находят роговообманковые сланцы, габбро; у бывшего Воронинского погоста находят преимущественно серый и красный гранит, с подчинённым ему слюдистым гнейсом; далее к северу и северо-востоку тянется гранит, с гнейсовыми прослоями. В районе реки разведаны многочисленные пегматитовые жилы с редкометальной минерализацией, цветным турмалином, бериллом — так называемое Вороньетундровское пегматитовое поле с крупнейшими запасами цезия и рубидия.
На реке ранее располагались населённые пункты Большой Падун, Воронье, Серебрянский, Голицыно и Воронинский погост.
В энциклопедическом словаре Брокгауза и Ефрона о реке написаны две статьи: Воронья и Ярнишна.

## Этимология
Происхождение названия реки «Воронья» уходит корнями в те далёкие времена, когда на берегах реки селились саамские племена. Древние саамы дали речке имя «Кордайок», что в дословном переводе значит «река ворона». Но русские несколько видоизменили перевод и назвали реку не «Воронова», как следовало бы, а «Воронья».

## Притоки
Объекты перечислены по порядку от устья к истоку:
- 58 км: Серебряная (пр.);
- 66 км: Мудайок (пр.);
- 68 км: без названия (лв.);
- 76 км: Лимтайок (лв.);
- 97 км: руч. Постный (пр.);
- 103 км: Лунь (Лоньйок) (пр.);
- 111 км: Старая Воронья (лв.);
- 125 км: Чудзьйок (лв.);
- 126 км: без названия (пр.);
- 130 км: Уйма (пр.);
- 132 км: без названия (пр.);
- 147 км: Хариусная (пр.);
- 152 км: Нивка (лв.)[4].